# Videbuskknäppare
Videbuskknäppare (Agriotes pilosellus) är en skalbaggsart som först beskrevs av Carl Johan Schönherr 1817.  Videbuskknäppare ingår i släktet Agriotes, och familjen knäppare. Det är osäkert om arten förekommer i Sverige.

## Bildgalleri

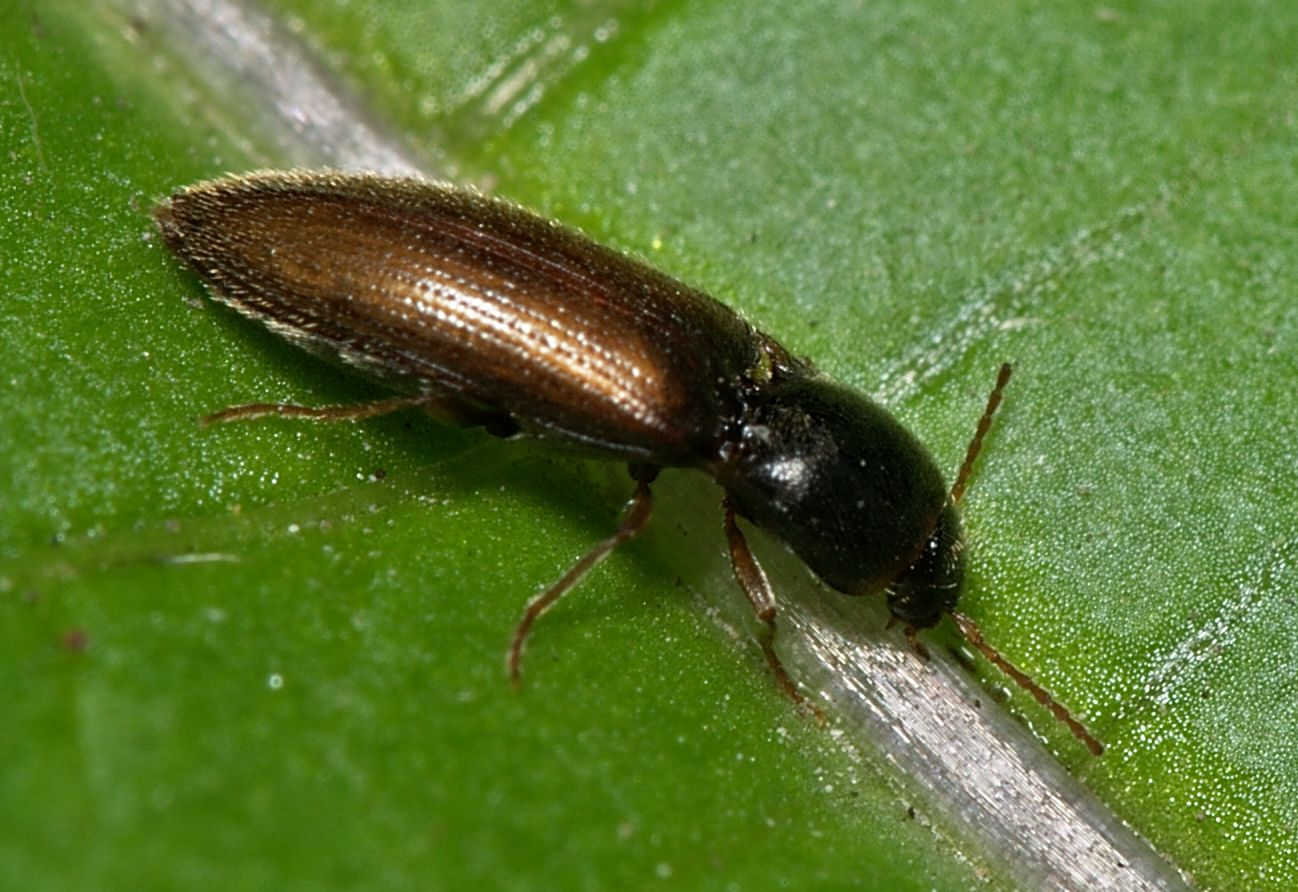
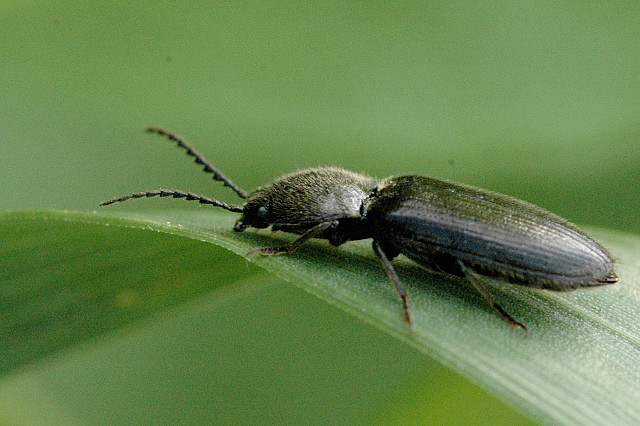
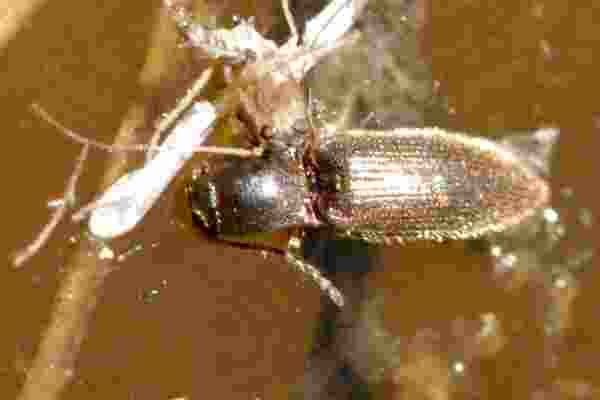